# Johnny Rider
Singles de Johnny Hallyday
Je t'aime, je t'aime, je t'aime
(1974) Rock'n'roll man
(1974)
Johnny Rider est une chanson de Johnny Hallyday. Composée par Jean-Marc Deuterre  et écrite par Michel Mallory et Sam Bernett, elle sort en 45 tours le 18 septembre 1974, précédent de plusieurs semaines l'album Rock 'n' Slow.

## Histoire
Produite par Jean-Renard, Johnny Rider est un « road movie musical » imaginé par Michel Mallory et Sam Bernett et mis en musique par le directeur musical et claviériste du chanteur à la scène, Jean-Marc Deuterre.
« chanson western-chanson biker » au déroulement purement fictif, elle s'inspire toutefois de la traversée à moto de Johnny Hallyday, en avril dernier, sur une Kawasaki 900 (on l'aperçoit en photo sur le recto du single), du Grand Canyon et de la Vallée de la Mort.

### Enregistrement et musiciens
Nota : source pour l'ensemble de la section 
Johnny Rider et Le Bol d'Or (face B du 45 tours), sont enregistrées lors des sessions d'enregistrements du 29 avril et des 6 et 8 août 1974, aux Studio LSB (Paris) et Studio 92 (Boulogne Billancourt), avec Jean Renard à la réalisation et Roland Guillotel à la prise de son.
Les musiciens de scène de Johnny Hallyday l'accompagnent ici en studio :
- Jean‑Pierre Azoulay : guitare
- Pat Donaldson : basse
- Tommy Brown : batterie
- Jean-Marc Deuterre : orgue
- René Morizur : saxophone
- Pierre Goasquen : trombone
- Guy Marco : trompette

## Discographie
18 septembre 1974 :
- 45 tours Philips 6009 545[2] (1974, France etc.)

A. Johnny Rider (3:39)
B. Le Bol d'Or (3:00)
27 novembre 1974 :
- 33 tours Philips 6325 170 Rock 'n' Slow[5]

## Réception
Le titre s’écoule à plus de 200 000 exemplaires en France.

### Classements hebdomadaires
| Classement (1974) | Meilleure position |
| ----------------- | ------------------ |
| France            | 5                  |